# Alpheus stephensoni
Alpheus stephensoni är en kräftdjursart som beskrevs av Banner och Eugene Byron Smalley 1969. Alpheus stephensoni ingår i släktet Alpheus och familjen Alpheidae. Inga underarter finns listade i Catalogue of Life.